# Америчка Девичанска Острва на Зимским олимпијским играма 2014.
Америчка Девичанска Острва учествавала су шести пут на Зимским олимпијским играма 2014, у Сочију (Русија).  Имала су само једну учесницу која се такмичила у две дисциплине алпског скијања. 
И после ових Игара Америчка Девичанска Острва остала су у групи земаља које до данас нису освојиле ниједну медаљу на зимским играма.
Националну заставу на свечаном отварању Олимпијских игара 2014. носила је једина учесница Џазмин Кембел.

## Учесници по спортовима
| Спорт          | Мушкарци | Жене | Укупно |
| -------------- | -------- | ---- | ------ |
| Алпско скијање | 0        | 1    | 1      |
| Укупно(1)      | 0        | 1    | 1      |

## Алпско скијање
Жене
| Такмичар      | Дисциплина | 1. вожња | 1. вожња | 2. вожња | 2. вожња | Укупно  | Укупно    | Укупно      |        |
| Такмичар      | Дисциплина | Време    | Пласман  | Време    | Пласман  | Време   | Заостатак | Плас./учес. | Детаљи |
| ------------- | ---------- | -------- | -------- | -------- | -------- | ------- | --------- | ----------- | ------ |
| Џазмин Кембел | слалом     | 1:06,09  | 50       | 1:04,28  | 43       | 2:10,37 | +25,83    | 43/49 (85)  |        |
| Џазмин Кембел | велеслалом | 1:32,05  | 62       | 1:33,00  | 57       | 3:05,05 | +28,18    | 56/67 (90)  |        |